# Болдасево
Болда́сево (рос. Болдасево, ерз. Полдаська) — село у складі Ічалківського району Мордовії, Росія. Входить до складу Берегово-Сиресівського сільського поселення.

## Населення
Населення — 204 особи (2010; 286 у 2002).
Національний склад (станом на 2002 рік):
- ерзяни — 55 %
- ерзя — 41 %